# Судомаркет
ООО КЦ «Судомаркет» — общество с ограниченной ответственностью Коммерческий центр «Судомаркет» основано в 1998 году. Расположено в городе Приморско-Ахтарск Краснодарского края.

## Деятельность
Основная задача предприятия — строительство, поставка и ремонт судов (маломерных, крупнотонажных, деревянного флота и др. плавсредств).
С момента основания построено и отремонтировано более 200 единиц маломерных и крупнотонажных судов и плавсредств.

## Судостроение
- Рыбопромысловые суда
- Буксиры
- Водолазные боты
- Нефтемусоросборщики
- Плавучие буровые установки
- Полупогружные буровые установки
- Бонопостановщики
- Буи

## История
В Приморско-Ахтарске до 1962 года существовало предприятие Ахтарская судоремонтно-техническая станция (СРТС).
Управления рыбной промышленности Краснодарского СНХ. Постановлением Краснодарского СНХ № 140 от 28 мая 1962 года и приказом.
Управления рыбной промышленности № 104 от 02 июня 1962 года было принято решение о ликвидации СРТС.
- С 01 июля 1962 года, все материальные ценности проданы. Одним из покупателей основных и оборотных средств был рыболовецкий колхоз «Октябрь».
- 7 июня 1962 г. Правлением Краснодарского Рыбакколхозсоюза было принято Постановление № 6 о создании Приморско-Ахтарской межколхозной судоверфи и с 15 июля 1962 года была начата производственная деятельность.
- 2 августа 1962 г. Было утверждено «Положение о межколхозной судоверфи», а 27 июля 1963 г. это положение утверждено решением Краснодарского крайисполкома № 334 и зарегистрировано Приморско-Ахтарским исполкомом.

Согласно положению, Приморско-Ахтарская судоверфь создавалась на средства рыбколхозов и являлась их общей собственностью.
Одним из учредителей Судоверфи — рыбколхозом «Октябрь» — приобретенные у ликвидированной СРТС основные и оборотные средства были переданы Судоверфи в виде долгосрочного кредита, кроме того три рыбколхоза перечислили Судоверфи средства на пополнение Уставного фонда, тоже в виде долгосрочного кредита.
- В 1971 году межколхозная судоверфь выплатила все долги по долгосрочным кредитам, оставаясь при этом межколхозной судоверфью.
- 11 октября 1991 года на собрании уполномоченных рыболовецких колхозов по просьбе коллектива межколхозной судоверфи было принято решение о предоставлении ей полной хозяйственной и правовой самостоятельности с преобразованием в предприятие «Ахтарская судоверфь» и передано безвозмездно во владение, использование и распоряжение трудовому коллективу имущество межколхозной судоверфи.
- 17 декабря 1991 г. был подписан Учредительный договор о создании смешанного товарищества «Предприятие Ахтарская судоверфь» и 20 декабря 1991 г. предприятие было зарегистрировано.
- 21 июня 1995 г. на собрании учредителей СТ «Предприятие Ахтарская судоверфь» было принято решение о реорганизации предприятия в Открытое Акционерное Общество «Ахтарская судоверфь» и 5 июля 1995 г. было зарегистрировано ОАО «Ахтарская судоверфь».
- С середины 90-х годов Ахтарская судоверфь освоила производство специализированных судов — пожарных катеров, водолазных ботов, научно-исследовательских судов, служебно-разъездных катеров, морских буровых платформ. Данные суда эксплуатируются такими структурами, как ГНЦ ФГУП «Южморгеология», г. Геленджик, — научно-исследовательское судно; УГПС г. Таганрога — пожарный катер для обслуживания морской акватории;
- 28 мая 1998 г. было принято решение о учреждении предприятия ООО КЦ «Судомаркет». Учредителями предприятия являются ОАО „Ахтарская Судоверфь“ ОАО „Ремснаб“.
- В 2004 году верфь освоила выпуск морских буев. В 2006 и 2007 году были построены и отправлены в п. Усть-Луга две самоходные геолого-разведывательные буровые платформы для строительства причального комплекса. В 2007 г. закончено строительство головного судна сейнера-траулера „Ахтарец“[1] и автомобильного парома для реки Дон. Освоен выпуск земснарядов проекта «Ахтарец» различных типоразмеров и назначений.

Производился ремонт судов: ПТС, СЧС, ПТР, морских и речных буксиров.
- В 2008 году верфь сдала заказчику исследовательское судно, а также разработало и изготовило самоходную морскую платформу для выполнения буровых работ. К концу 2008 года планировалось завершить 1 этап реконструкции слипа, которая позволила бы принимать суда доковым весом до 400 тонн и длиной до 40 метров
- В 2009 году планировалась работа по ремонту судов военно-морского флота.
- В 2009 году подписан с ОАО «Росагролизинг» — контракт на строительство 82 маломерных рыбопромысловых судов БП-74, по лизингу для рыболовецких хозяйств юга России[2]
- 28 марта 2009 г. подписан контракт с ЗАО «Ростовнефтепродукт» на строительство и доставку плавучих заправочных станций (ПЗС). Эти станции будут обслуживать и бункировать суда, яхты, аквабайки и другие плавсредства на акваториях России, в частности в Азово-Черноморском и Волго-Донском бассейнах.[3]
- 2009-2010г. Выполнение Государственного заказа на строительство сухогруза-химовоза для Турции г. Анкара.
- 2011-2012г. Строительство рыболовных траулеров, земснарядов и других плавсредств.

## Судомаркет сегодня
В настоящее время ООО КЦ «Судомаркет» входит в холдинг «Группа Донинфлот», который объединяет свыше полутора десятка судостроительных и судоремонтных предприятий, расположенных на реках Волга и Дон, в Азово-Черноморском бассейне.

## Руководство
Директор — Горошко Петр Павлович (до 1998 г. Генеральный директор ОАО «Ахтарская Судоверфь»).